# Vasilij Ivanovič Belov
Vasilij Ivanovič Belov (in russo Василий Иванович Белов?; Timonicha, 23 ottobre 1932 – Vologda, 4 dicembre 2012) è stato uno scrittore e politico sovietico.
Fu autore di celebri opere come Oltre tre istmi. Novelle e racconti (1968), Giorno dopo giorno (1972) e Colline (1973). In vita ricevette numerosi riconoscimenti statali.

## Onorificenze
- Premio di Stato dell'Unione Sovietica (1981)
- Ordine della Bandiera rossa del lavoro (1982)
- Ordine di Lenin (1983)
- Premio di Stato della Federazione Russa (2003)
- Ordine al merito per la Patria (2003)
- Ordine d'Onore della Federazione Russa (2003).